# Commission de la Transparence
 (janvier 2013).
Si vous disposez d'ouvrages ou d'articles de référence ou si vous connaissez des sites web de qualité traitant du thème abordé ici, merci de compléter l'article en donnant les références utiles à sa vérifiabilité et en les liant à la section « Notes et références ».
La Commission de la Transparence est une commission de la Haute Autorité de santé française créée sous le ministère de Philippe Douste-Blazy par la loi du 13 août 2004 relative à l’assurance maladie dans le but d'évaluer l'utilité des nouveaux médicaments.
Son avis intervient après que le médicament a reçu une autorisation de mise sur le marché (AMM).
Ses évaluations servent au ministère de la santé français pour connaître le degré l'efficacité d'un nouveau traitement par rapport aux médicaments existants, afin de permettre à la sécurité sociale de fixer le taux de remboursement et de négocier le prix avec le laboratoire pharmaceutique.
Elle donne des avis à destination des médecins qui sont librement accessibles sur internet pour rappeler la stratégie thérapeutique et la place de chaque molécule dans cette prise en charge.

## L'affaire du Séroplex
Le principe actif d'un antidépresseur, le citalopram, a été découvert par le laboratoire pharmaceutique Lundbeck en 1989.
Le brevet sur le citalopram étant entré dans le domaine public au début des années 2000, le laboratoire Lundbeck a alors racheté tous les laboratoires avancés dans le développement des génériques du citalopram, pour interrompre leurs projets, et offert une indemnité aux autres pour qu’ils renoncent le commercialiser. Constatant que le laboratoire Lundbeck est en situation de monopole, l'Union européenne engage en 2010 une procédure anti-trust qui les oblige à changer de stratégie.
Lundbeck développe alors un isomère, plus exactement l'énantiomère (S) du citalopram, c'est-à-dire son image parfaite dans un miroir, breveté sous le nom de S-citalopram ou escitalopram, mais pour lequel il reçoit en 2002 de la Commission de transparence un refus de remboursement car il n'apporte aucun effet nouveau (note 5) par rapport au citalopram. Autrement dit, il s'agit de la même molécule avec les mêmes effets ; En 2004, le dossier est représenté et, grâce à une forte campagne de lobbying auprès des membres de la commission, un bénéfice minime est reconnu (note 4) et la commercialisation commence sous les marques de Seroplex, Cipralex ou Lexapro. Remboursé finalement au taux maximum (note 1) à 65 %, le Séroplex fait partie en 2009 des dix médicaments les plus remboursés par la sécurité sociale française.
En 2014, le brevet de l'escitalopram tombe à son tour dans de domaine public, et le laboratoire Lundbeck lance un nouvel antidépresseur, le Brintellix qui reçoit lui aussi un avis défavorable du fait qu'il n'apporte pas de progrès thérapeutique par rapport au Séroplex.
Les membres de la commission et les experts chargés de donner un avis sur le Séroplex auraient reçu des paiements du laboratoire pharmaceutique, causant à la Sécurité sociale française un préjudice d'environ un milliard d'euros. En avril 2015, le Parquet de Paris a ouvert une information pour conflit d'intérêts et chargé de l'enquête la section de la Police judiciaire spécialisée dans la lutte contre la corruption.

## Composition de la commission
Président :
- Pr Pierre Cochat

Vice-présidents :
- Michel Clanet
- Françoise Degos